# Marcel Schenk

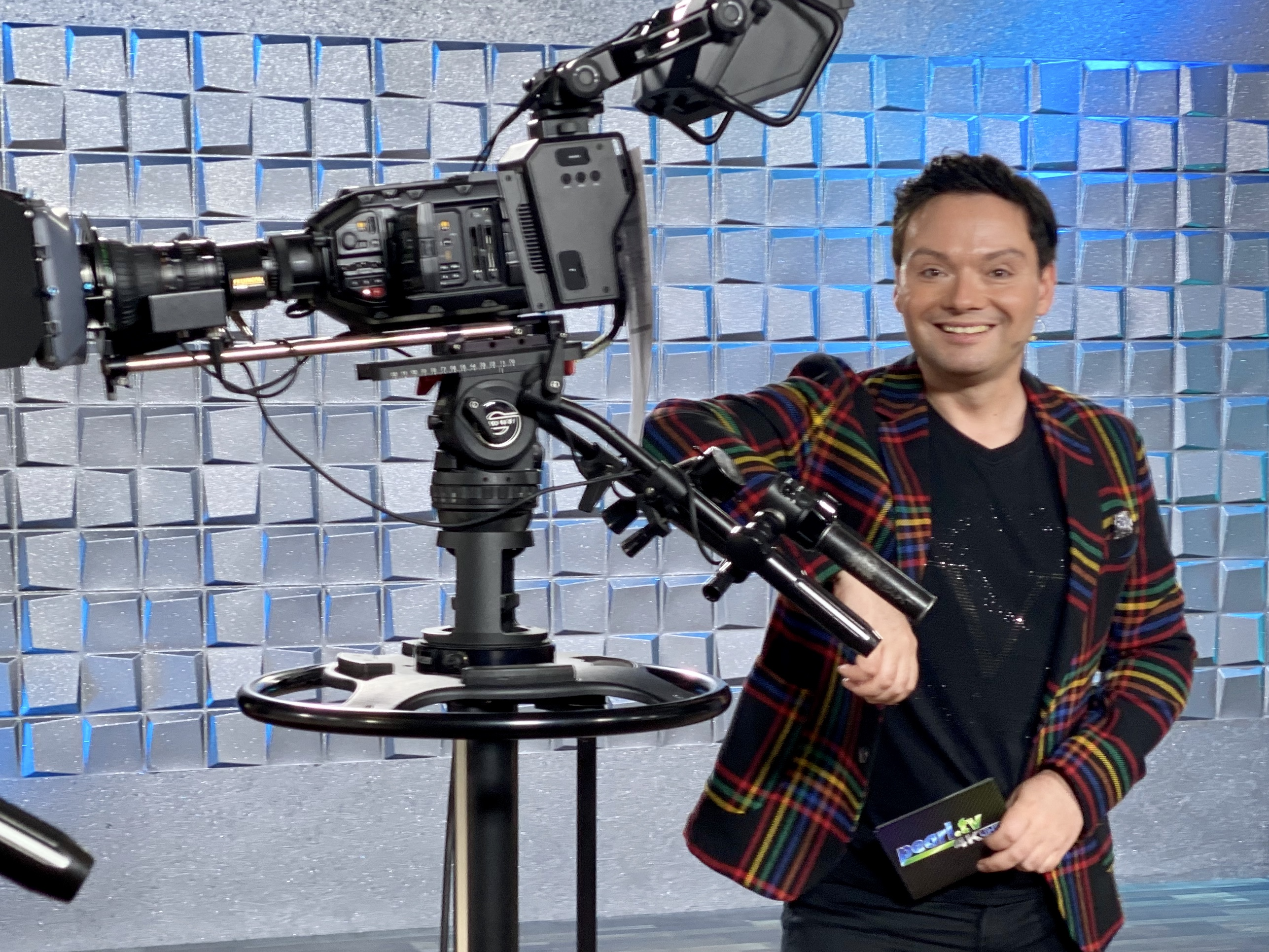
Marcel Schenk (2020)

Marcel Schenk (* 5. September 1977 in Hattingen) ist ein deutscher Fernseh- und Radiomoderator. Bekannt wurde er durch Auftritte in Teleshoppingsendungen bei den Sendern 1-2-3.tv, Channel 21, QVC, pearl.tv, Wir24.tv und Astro TV.

## Leben
Marcel Schenk wuchs im Bochumer Stadtteil Linden auf. Durch den RTL-Ansager Gregor König (u. a. Ringsprecher der RTL-Boxkämpfe, Stimme der RTL-Formel-1-Trailer) kam er zum Fernsehen und hatte 2010 erste Auftritte als Gastmoderator bei QVC. Zwei Jahre später war er Moderator im Hauptprogramm von Channel 21, ab 2013 moderierte er bei Pearl.tv.
Von 2012 bis 2013 war er Moderator von Madeja & Schenk – Die Show beim Radiosender Radio Merzig 105.1 und danach bei CityRadio Saarbrücken 99.6, dort moderierte er auch Die Marcel Schenk Show. Im Jahr 2014 wurde er Moderator beim Sender Manou Lenz TV. In den nächsten beiden Jahren war er Hauptmoderator beim Sender MediaSpar TV.
Von 2014 bis 2017 lief bei CityRadio Saarbrücken 99.6 seine Interviewreihe Lindenstraße Spezial mit den Darstellern der ARD-Fernsehserie. 2014/15 war er für Domradio als Interviewer tätig. 2018 folgte die Moderation von Lindenstraße: Kult in Serie (Livestream) für die Geißendörfer Film- und Fernsehproduktion GmbH. Schenk führte dabei auch Interviews mit dem Ensemble der Lindenstraße.
Von 2017 bis 2020 moderierte Schenk beim Auktionssender 1-2-3.tv. Ab 2018 war er zudem bei Cityradio Trier 88.4 Reporter u. a. für die Show Retro. Seit 2020 führt er einmal im Monat für eine Woche durch die Teleshopping-Sendungen auf Astro TV und zählt seit 2021 gemeinsam mit der früheren Sat.1-Ansagerin Geraldine Gaul zum Ansage-Team bei Astro TV. 2020 war er außerdem Protagonist in der RTL-Sendung Die Superhändler – 4 Räume, 1 Deal. Im März 2023 engagierte ihn der Shopping- und Unterhaltungssender Wir24.tv für die Moderation von Teleshop-Angeboten.
Marcel Schenk lebt in Recklinghausen.